# Bitka za Bredevoort
Bitka za Bredevoort (nemško: Bredevoorter Fehde ) je bil boj med škofom Ludvikom II. Münsterskim iz Knezoškofije Münster in Reinaldom II. Gelderskim, grofom Guelderskim, za posest gospostva Bredevoort. Boj se je začel po propadu grofije Lohn. Reinald II. je poleti 1322 zavzel grad Bredevoort in nato kot nadomestilo za nastale stroške izvedel vpade na območje Münstra s 700 vitezi in pehoto. To je seveda izzvalo reakcijo. Boj je s kratkimi premori trajal štiri leta. Po podpisu dokončne mirovne pogodbe 28. junija 1326 v Weselu v korist Reinalda II. je Bredevoort dokončno postal del Geldersa .

## Začetek

### Izginotje grofije Lohn
Ko je grof Herman II. Lohnski leta 1316 umrl brez otrok, je grofija Lohn izginila z njim. Oto iz Ahausa je bil eden od dedičev Bredevoorta, saj je bila njegova mati sestra Hermana Lohnskega. Podedoval je polovico gradu Bredevoort, vključno z ahausskimi zahtevami do grofije Lohn. Druga polovica gradu je bila od leta 1284 v škofovi lasti. Vojaki knezo-škofije Münster so takoj prišli, da bi zasedli grad. Vendar Reinald I. Gelderski, ki je prav tako zahteval Bredevoort, ni posredoval. Še istega leta je sklenil triletno premirje. Reinald se je že prej spopadel z gospodom iz Bronckhorsta zaradi pravice do gospostva Lichtenvoorde, kar je bilo rešeno z mirovno pogodbo leta 1312.

### Zapleti okoli gospostva Bermentfelde
Drugače je bilo glede gospostva Bredevoort. Pogodba med Geldersom in Münstrom z dne 9. decembra 1316 naj bi končala spor, vendar se je spor še zaostril, ko je grof Reinald z nakupom gospostva Bermentfelde (Barnsfeld) zahteval območje in dvor Honberg (Honberg je kasneje postal del okrožja Ahaus). Honberg ali Honborn je bil dvor in je vključeval mesta Stadtlohn, Südlohn, Borken in Gescher. Ludvik II. Münsterski je 25. maja 1319 takoj utrdil sosednjo vas Ramsdorf in ji podelil mestne pravice. Leta 1321 je dal okoli vsake župnije vzpostaviti tudi obrambo ozemlje. Pismo grofa Viljema III. Holandskega škofu Ludviku II. Münsterskemu iz leta 1322 kaže, da je podpiral grofa Reinalda II. Gelderskega kot naslednika Reinalda I. v njegovih zahtevah po Bredevoortu.

## Konflikt

### Speči gelderski vitezi, presenečeni nad borkensko milico
Poleti 1322 je Reinald II. zavzel Bredevoort in kot nadomestilo s 700 vitezi in pehoto začel napade na območje Münstra. Münstrski škof je zaprosil za podporo mesto Borken, ki mu je obljubilo štiristo mož, ki so napadli 23. marca 1323 med drugim napadom Reinalda II. Engelbert II. iz Marka je zavzel Haltern in Dülmen, vendar ju je škof ponovno zavzel.
Vojska Reinalda II. Gelderskega je spala blizu mesta Dülmen z minimalnim številom stražarjev. Borkenska vojska je pobila njihove konje, Reinaldovi vitezi pa so ostali brez obrambe v težkih oklepih. Borkenska vojska je ubila 86 vitezov in vojakov v oklepih ter ujela sto vitezov. Za ujete viteze je bila plačana velika odkupnina. Nato je Engelbert II. iz Marka maja istega leta blizu Dülmena ujel münsterskega škofa. Münsterskega škofa so izpustili šele novembra, po plačilu 5000 srebrnih mark, ko sta grofa Berški in Julihški sklenila mirovno pogodbo.

### Oblikovanje koalicije brez spopada na bojnem polju
Ta mir je bil zelo kratkotrajen, saj je škof od trenutka, ko je bil osvobojen, ponovno zavzel Bredevoort in ponovno oropal ozemlje Geldersa. Reinald II. Gelderski je nato spet stopil v akcijo. Z vojsko 7000 konjenikov in še več pešcev je s kraljem Ivanom Češkim, grofi Flandrije, Holandije, Artoisa, Marka, Jüliha in grofije Berg ter škofi Lièga in Utrechta odkorakal na Coesfeld. Münsterski škof se je utaboril blizu Coesfelda, podpirale pa so ga čete iz Osnabrücka, grofov Lippeja, Waldecka in Sayna ter velikega števila Frizijcev, Hesencev, Turingijcev in Frankov. Ko so se čete soočile blizu Coesfelda, je kralju Ivanu Čekemu in grofu Viljemu III. Holandskemu uspelo prepričati obe strani, da dosežeta kompromis. Pod pritiskom je bila 1. septembra 1324 podpisana pogodba. Utrechtski škof je na koncu izdal zavezujočo odločbo. V Deventru je münsterska stran zahtevala odvzem pravic Gelderskih do Bredevoorta, dvora Honborn in dvora Reken. Arbitri so zahtevali ustrezne dokumentarne dokaze v podporo tej trditvi (ki verjetno niso obstajali). Končna odločba je bila zato naslednja: glede vprašanja Bredevoorta sta se morali obe strani podrediti fevdalnemu gospodarju Bredevoorta. Glede spora glede Bermentfeldeja, Honborna in Rekena utrechtski škof zaradi spora, ki je obstajal že od antičnih časov, ni mogel izdati odločbe. Vendar je bil škofu Ludviku dodeljenih 500 mark odškodnine, ki jih je moral plačati grof Gelderski. Pričakovati je bilo, da nezadovoljiva odločba ne bo prinesla miru.

### Uničenje Vredena
Grof Reinald je ponovno zavzel münstrska posestva. Mesto Vreden je bilo izropano 3. januarja 1325. Münstrski del mesta je bil uničen. Reinald je prevzel gospostvo Bermentvelde (danes: Barnsfeld, Südlohn). 25. aprila 1325 se je škof grenko pritoževal nad povzročeno škodo, ki je znašala 3000 mark.

### Končni mir
7. maja istega leta sta se obe strani dogovorili, da veljavnost utrechtske sodbe prepustita županom in meščanom Kölna, končno odločitev pa bosta sprejela grof Diderik IX. Kleveški in njegov brat Johan. Določili sta, da je treba povrniti škodo, povzročeno cerkvi Petra in Pavla v Weselu. Grof Reinald naj bi gospostvo Bermentfelde vrnil münsterskemu škofu za odškodnino v višini 3500 mark. Münsterski škof, ki ni imel toliko denarja, je zastavil dvore Winterswijk, Aalten in Dinxperlo ter svobodno grofijo (domnevno Bredevoort) Gelderskim. Grad Bredevoort je bil Reinaldu dodeljen kot odškodnina. S tem se je končal dolgoletni spor in münsterska škofija je v regiji našla prepotreben mir. 28. junija 1326 je bila podpisana dejanska mirovna pogodba.

## Pogodba
To pomembno pogodbo so v Weselu podpisala mesta Zutphen, Groenlo, Emmerik in Arnhem. S to pogodbo je Reinald II. končno prišel v zastavno posest dvorov v Winterswijku, Aaltenu in Dinxperlu ter celotnega gospostva Bredevoort. Od tistega trenutka naprej je bil Bredevoort zastava Gelderskih. Zastavo so lahko Münsterčani kadar koli unovčili. Vendar Münsterčani zastave nikoli niso unovčili, kar je pomenilo, da je Bredevoort od tistega leta naprej dokončno ostal del ozemlja Gelderskih.